# 몸통뼈대
몸통뼈대(axial skeleton, 축골격) 또는 구간골격, 또는 중축골격은 머리뼈(skull), 척주(vertebral column), 그리고 가슴우리(thoracic cage)를 구성하는 뼈들을 말한다. 뇌와 척수 및 그 외의 중요한 장기들을 보호하는 기능을 한다.

## 인간의 몸통뼈대의 구성
인간의 몸통뼈대를 이루는 80개의 뼈의 종류와 각각의 개수는 다음과 같다.

### 머리뼈(skull)
- 뇌머리뼈(neurocranium) (총 8개)
  - 관자뼈 (2개)
  - 나비뼈 (1개)
  - 뒤통수뼈 (1개)
  - 마루뼈 (2개)
  - 벌집뼈 (1개)
  - 이마뼈 (1개)

- 얼굴뼈 (총 14개)
  - 광대뼈 (2개)
  - 눈물뼈 (2개)
  - 보습뼈 (1개)
  - 아래코선반 (2개)
  - 아래턱뼈 (1개)
  - 위턱뼈 (2개)
  - 입천장뼈 (2개)
  - 코뼈 (2개)

- 귓속뼈 (총 6개)
  - 등자뼈 (2개)
  - 망치뼈 (2개)
  - 모루뼈 (2개)

- 목뿔뼈 (1개)

### 척주(Vertebral column)
- 참척추뼈 (총 24개)
  - 목뼈 (7개)
  - 등뼈 (12개)
  - 허리뼈 (5개)

- 거짓척추뼈 (총 2개)
  - 엉치뼈 (1개; 5개의 뼈가 융합됨)
  - 꼬리뼈 (1개; 4개의 뼈가 융합됨)

### 가슴우리(Thoracic cage)
- 갈비뼈 (24개)
- 복장뼈 (1개)

## 같이 보기
- 인체골격
- 팔다리뼈대

1. ↑  대한해부학회 의학용어 사전, 대한의협 의학용어 사전 https://www.kmle.co.kr/search.php?Search=axial+skeleton&EbookTerminology=YES&DictAll=YES&DictAbbreviationAll=YES&DictDefAll=YES&DictNownuri=YES&DictWordNet=YES